# 世界の裏の裏
世界の裏の裏（せかいのうらのうら 原題:Mondo Balordo 米題:A Fool's World）は1963年のイタリア映画。日本公開は1964年6月21日。

## 概説
世界中にある珍妙で奇妙な因習やお祭りや不可思議でおかしな生態を時におかしく、時におぞましく、時にシニカルな視点で描くモンド映画である。

## スタッフ・キャスト
- 監督：ロベルト・ビアンキ・モンテーロ、アル・ビオラ
- 映画脚本：フランチェスコ・トルティ
- 撮影：ジュゼッペ・ラ・トーレ
- 音楽： ニニ・ロッソ、ラロ・ゴリ

- 出演:ボリス・カーロフ

この一覧は未完成です。加筆、訂正して下さる協力者を求めています。